# Annar Ryen
Annar Ryen (19. oktober 1909 i Dalsbygda i Os i Østerdalen – 9. marts 1985) var en norsk langrendsløber som blev tildelt Holmenkollmedaljen i 1940 sammen med Oscar Gjøslien.
I VM i Chamonix i Frankrig i 1937 deltog Ryen på stafetholdet som vandt VM-guld. Annar Ryen vandt 5-mile i Lahtis i 1936, og blev således den første ikke-finske skiløper som vandt denne prestigefyldte disciplin. Han rrepræsenterede IL Nansen i Nord-Østerdalen.

## Meritter
| VM      | VM               | VM   | VM       |
| Medalje | Øvelse           | VM   | Sted     |
| ------- | ---------------- | ---- | -------- |
| Guld    | 4 x 10 km stafet | 1937 | Chamonix |